# CA Paris-Charenton
Cercle Athlétique de Paris Charenton là một đội bóng đá Pháp từ các thành phố Charenton-le-Pont và Maisons-Alfort, Val-de-Marne. Đội là sự hợp nhất giữa CA Paris (thành lập năm 1892) và SO Charentonnais (thành lập năm 1904). Hai đội sáp nhập vào năm 1964.

## Danh hiệu
- Coupe de France 1920

## Lịch sử
CA Paris được thành lập vào năm 1892 với tên gọi Nationale de Saint-Mandé, một câu lạc bộ thể dục dụng cụ. Năm 1896, bộ phận bóng đá được thành lập và mang tên FC Paris. Năm 1906, câu lạc bộ đổi tên thành CA Paris trong sự hợp nhất với l'Union Sportive de Paris XII và l'Athlétic Club. Câu lạc bộ đã giành được Coupe de France năm 1920 và là á quân năm 1928. CA Paris đã chơi hai mùa giải đầu tiên của Ligue 1 vào năm 1932-33 và 1933-34, kết thúc vị trí cuối cùng với chỉ mười điểm vào năm 1934. Đội vẫn ở lại giải đấu từ năm 1934 đến 1963 (trừ Thế chiến II), khi họ từ bỏ vị thế chuyên nghiệp vào năm 1963. Đội đã sáp nhập với SO Charentonnais vào năm 1964 và hiện đang chơi ở cấp độ khu vực.